# ريتشارد ويتشغه
ريتشارد ويتشغه (بالهولندية: Richard Witschge) ولد 20 سبتمبر 1969 في أمستردام، هو لاعب كرة قدم هولندي سابق كان يلعب كلاعب وسط. سبق له أن لعب في كأس العالم لكرة القدم مع منتخب بلاده. لعب خلال مسيرته 379 مباراة سجل خلالها 27 هدفاً.

## مرحلة الشباب

### أندية لعب لها
- أياكس أمستردام

## المسيرة الاحترافية

### أندية لعب لها
- أياكس أمستردام
- نادي برشلونة
- نادي بوردو
- أويتا ترينيتا

## روابط خارجية
- ريتشارد ويتشغه على موقع الاتحاد الدولي (مؤرشف)  (الإنجليزية)
- ريتشارد ويتشغه على موقع الاتحاد الأوربي (الإنجليزية)
- ريتشارد ويتشغه على موقع رابطة كرة القدم اليابانية للمحترفين (اليابانية)
- ريتشارد ويتشغه على موقع قاعدة بيانات كرة القدم.إي يو (الإنجليزية)
- ريتشارد ويتشغه على موقع بيانات كرة القدم. دي إي (الألمانية)
- ريتشارد ويتشغه على موقع ناشيونال فوتبول تيمز (الإنجليزية)
- ريتشارد ويتشغه على موقع Soccerbase.com (لاعب) (الإنجليزية)
- ريتشارد ويتشغه على موقع Soccerway.com (الإنجليزية)
- ريتشارد ويتشغه على موقع عالم كرة القدم.نت (الإنجليزية)